# دهه ۶۷۰ (میلادی)

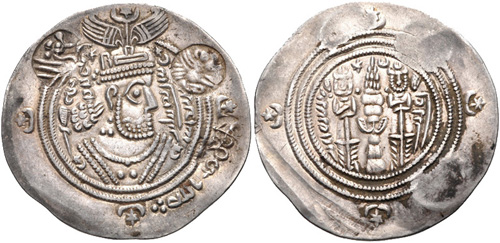
سکه های اسلامی به اقتباس از ساسانیان ضرب شده در ضرابخانه دارابگرد

دهه ۶۷۰ (میلادی) دهه شصت و هفتم تقویم میلادی است.

## رویدادها
در ۱۸ ژانویه ۶۷۰ میلادی اولین حکومت عربی در شمال آفریقا تاسیس شد و موسس این حکومت، سرداری عرب به نام" عقبه بن نافع "بود که پسر خاله" عمرو عاص "محسوب می‌شد. عقبه بن نافع از مصر لشکرکشی کرد و اولین پیروزی وی در برقه "بود سپس با کمک اقوام" بربر "که امروزه در مراکش ساکنند، حکومت مسیحی شمال آفریقا را برانداخت و در آنجا حکومت اسلامی را در زمان خلافت معاویه تاسیس کرد.

## بناهای معروف ساخته شده در این سال
مسجد قیروان اولیه در سال ۶۷۰ میلادی (سال پنجاهم هجری) ساخته شده است

## درگذشتگان
‎